# 楊在元
楊在元（？—？）為中國清朝武官官員，本籍湖南。1869年（同治8年）奉旨接任朱德明擔任台灣鎮總兵，並輾轉擔任兩任該官職。受台灣道制約的台灣最高軍事首長。

## 生平
楊在元曾於1873年首任總兵期間因「濫委營缺，侵冒營饟」（饟同餉）遭降職、革職，後因於甘肅建立戰功於1884年回任台灣總兵，不過旋即遭左宗棠請旨制止，令其「不得回任留營」。
| 前任： 朱德明 | 台灣鎮總兵 1869年上任 | 繼任： 林宜華 |

| 前任： 吳光亮 | 台灣鎮總兵 1884年上任 | 繼任： 張家賓 |